# Алкадар
Алкадар (лезг. Алкьвадар) — село в Сулейман-Стальском районе Дагестане, центр Алкадарского сельского поселения.

## География
Алкадар расположен в северо-западной части Сулейман-Стальского района, к северо-западу от райцентра, села Касумкент, на автодороге Касумкент-Хив. Село расположено на левом берегу реки Чирагчай.

## Население
| 1895 | 1926 | 1939 | 1970 | 1989 | 2002 | 2010 |
| ---- | ---- | ---- | ---- | ---- | ---- | ---- |
| 368  | ↘324 | ↘270 | ↗569 | ↘546 | ↗971 | ↘970 |
| 2021 |      |      |      |      |      |      |
| ↗996 |      |      |      |      |      |      |

## История
Точный возраст села неизвестен, в X веке село уже существовало. В 1839 году в Алкадаре Абдуллахом-эфенди было построено медресе, преобразованное в светскую школу в 1865 году его сыном — известным дагестанским просветителем Гасаном-эфенди Алкадарским. 
С 1866 по 1928 год Алкадар входил в Кюринский округ в составе Котур-Кюринского наибства. Вместе с сёлами Векелар и Саидкент образовал Векеларское сельское общество. В 1886 году в селе насчитывалось 65 домов, численность населения составляла 368 человек: 206 мужчин и 162 женщины.

## Достопримечательности
Главной достопримечательностью села является Музей Гасана-эфенди Алкадарского. В 500 метрах к югу от Алкадара, на правом берегу реки Чираг-чай находится поселение Старый Алкадар, в котором расположены архитектурный памятник, святилище Пир, святилище Пир перед домом Рамазана, кладбище с усыпальницей Гасана-эфенди Алкадарского и его жены.